# Сопье
Со́пье (хорв. Sopje) — община с центром в одноимённом посёлке на северо-востоке Хорватии, в Вировитицко-Подравской жупании. Население 524 человека в самом посёлке и 2313 человек во всей общине (2011). Большинство населения — хорваты (90,5 %), сербы составляют 7,5 % населения. В состав общины кроме самого Сопье входят ещё 10 деревень. Большинство населения занято в сельском хозяйстве.
Сопье находится на Подравинской низменности со своими обширными сельскохозяйственными угодьями, в двух километрах к северу от посёлка протекает Драва, по которой здесь проходит венгерско-хорватская граница. Мост и пограничный переход в окрестностях посёлка отсутствуют. В 10 км к югу находится город Слатина, с ним Сопье связан местной автодорогой.